# Crosshill (Irlanda del Norte)
Crosshill es una localidad situada en el condado de Antrim de Irlanda del Norte (Reino Unido), con una población en 2011 de 80 habitantes.
Se encuentra ubicada a poca distancia de Belfast —la capital de Irlanda del Norte—, de la costa del canal del Norte y del lago Neagh, el mayor de las islas británicas.